# Helina wuzhaiensis
Helina wuzhaiensis är en tvåvingeart som beskrevs av Wang och Xue 1990. Helina wuzhaiensis ingår i släktet Helina och familjen husflugor. Inga underarter finns listade i Catalogue of Life.